# Loaded With Zoul
Loaded With Zoul es el álbum debut del dúo estonio Malcolm Lincoln, que fue lanzado el 20 de mayo de 2010 por Universal Music. La fecha de lanzamiento fue elegida para coincidir con el cumpleaños de Robin Juhkental, integrante del dúo. El álbum fue producido por Vaiko Eplik y Robin Juhkental, mezclado por Siim Mäesalu, y masterizado en Finnvox. El álbum fue físicamente lanzado en los Países bálticos y Escandinavia, pero también está disponible como descarga digital en el resto del planeta. Robin Juhkental describió al álbum como "música electrónica, pero en el estilo de los 60s y 70s".

## Lista de canciones
Todas las canciones fueron escritas por Robin Juhkental, excepto la canción #4 que fue escrita por Reigo Vilbiks y Robin Juhkental.

| N.º | Título                      | Duración |  |
| 1.  | «Loaded With Zoul»          | 2:37     |  |
| 2.  | «Where Did We Loze Our Way» | 3:14     |  |
| 3.  | «I Wanna»                   | 3:09     |  |
| 4.  | «Wake Me Up»                | 3:08     |  |
| 5.  | «I'm Ztill Ztanding»        | 3:36     |  |
| 6.  | «Duya Duya Duya»            | 4:18     |  |
| 7.  | «FunkZhite»                 | 2:24     |  |
| 8.  | «Danz and Wadz Da Cloudz»   | 3:01     |  |
| 9.  | «Uu Monica»                 | 3:01     |  |
| 10. | «Siren»                     | 2:54     |  |
| 11. | «Body of Da Chrizt»         | 3:19     |  |
| 12. | «Found a Way»               | 2:28     |  |